# Albert Kotulla
Albert Kotulla (* 1. Mai 1925 in Schodnia; † 24. September 1987) war ein deutscher Politiker der DDR-Blockpartei CDU. Er war von 1953 bis 1956 Sekretär des CDU-Hauptvorstandes und 1957/58 kommissarischer Vorsitzender des Bezirksverbandes Berlin der CDU.

## Leben
Kotulla, in Oberschlesien geborener katholischer Christ, erlernte den Beruf des Kaufmanns. Er arbeitete als Angestellter und war Soldat im  Zweiten Weltkrieg. Am 29. Dezember 1942 beantragte er die Aufnahme in die NSDAP und wurde zum 20. April 1943 aufgenommen (Mitgliedsnummer 9.453.291).
Er ging 1947 von Westdeutschland in die Sowjetische Besatzungszone, trat 1948 in die CDU ein und begann als Gemeinderat und Ortsgruppenvorsitzender in Muldenstein bei Bitterfeld sein politisches Wirken. Von 1950 bis 1952 war er Mitglied des Landtages Sachsen-Anhalt. Gleichzeitig war er Mitglied des CDU-Landesvorstandes von Sachsen-Anhalt, Vorsitzender des CDU-Kreisverbandes Bitterfeld und  ab Januar 1951 Kreisrat für Handel und Versorgung in Bitterfeld.
Mit Bildung der Bezirke in der DDR im Sommer 1952 wurde er Abgeordneter des Bezirkstages Magdeburg und stellvertretender Bezirksvorsitzender des CDU-Bezirksverbandes Magdeburg. Auf dem VI. Parteitag der  CDU im Oktober 1952 in Berlin wurde er in den Hauptvorstand gewählt. Ab Februar 1953 fungierte er als Leiter der Hauptabteilung Organisation bei der CDU-Parteileitung in Berlin.
Von 1956 bis Dezember 1959 war er stellvertretender Vorsitzender des CDU-Bezirksverbandes Berlin. Nach dem Tod des Bezirksvorsitzenden Hermann Dropmann im November 1957 leitete er als kommissarischer Vorsitzender den CDU-Bezirksverband Berlin bis zur Einsetzung von Fritz Flint im Februar 1958. Am 10. Dezember 1959 erklärte er seinen Rücktritt aus der Funktion des zweiten Bezirksvorsitzenden und wurde von Hans-Rolf Stellwagen abgelöst. Er blieb aber weiterhin Mitglied des Sekretariats des CDU-Bezirksverbandes und war hauptamtlich im Bezirksausschuss Berlin der  Nationalen Front tätig, dem er von Juni 1956 bis 1968 als Mitglied angehörte. Im Sekretariat des Berliner Ausschusses der Nationalen Front war er als Sekretär für Kultur zuständig.
Am 16. November 1958 wurde er in die Berliner Stadtverordnetenversammlung und bei deren Konstituierung am 29. November 1958 zum Vorsitzenden der Ständigen Kommission für Handel und Versorgung der Stadtverordnetenversammlung gewählt. Vom 11. November 1963 bis 31. Oktober 1968 war er Vorsitzender der Ständigen Kommission für kulturelle Massenarbeit. 
Am 7. Februar 1968 wurde er von den Abgeordneten der Stadtbezirksversammlung Köpenick zum Bezirksrat für Ausflugs- und Erholungswesen des Berliner Stadtbezirk Köpenick gewählt. Diese Funktion übte er 15 Jahre bis zum April 1983 aus. Im Jahr 1970 wurde er in die Stadtbezirksversammlung Köpenick gewählt.
Kotulla starb im Alter von 62 Jahren und wurde auf dem Sankt-Pius-Friedhof Berlin-Hohenschönhausen bestattet.

## Auszeichnungen in der DDR
- 1959 Verdienstmedaille der DDR
- 1960 Otto-Nuschke-Ehrenzeichen in Silber
- 1963 Ernst-Moritz-Arndt-Medaille
- 1964 Vaterländischer Verdienstorden in Bronze
- 1979 Ehrennadel der Nationalen Front in Gold
- 1982 Ehrenmedaille der Nationalen Front